# P. J. Hairston
Samuel Peterson « P. J. » Hairston, Jr., né le 24 décembre 1992 à Greensboro, Caroline du Nord (États-Unis), est un ancien joueur américain de basket-ball. Il évoluait aux postes d'arrière et d'ailier.

## Carrière universitaire
En 2011, il rejoint les Tar Heels de la Caroline du Nord en NCAA.
Il termine la saison 2012-2013 meilleur marqueur de la NCAA.
Durant le printemps et l'été 2013, il est impliqué dans plusieurs affaires judiciaires (excès de vitesse, possession de marijuana et implication dans un trafic de location de voiture). Par la suite, il est suspendu par la NCAA. Le 20 décembre, il décide de quitter l'université de Caroline du Nord.

## Carrière professionnelle

### Legends du Texas (2014)
Il choisit de poursuivre en D-League, chez les Legends du Texas plutôt que de rechercher une autre université. Le 19 janvier 2014, il joue son premier match en D-League où il termine avec 22 points à 9/16 aux tirs (dont 4/9 à trois points) et six interceptions. Lors de son second match, il inscrit 40 points.
Le 5 juin, il participe à un workout avec les Knicks de New York puis à un second le 20 juin. les Knicks n'ont pas de choix de draft mais envisagent de transférer Iman Shumpert contre un premier tour de draft.

### Hornets de Charlotte (2014-2016)
Hairston est choisi en 26e place par le Heat de Miami lors de la draft 2014 de la NBA. Il devient le premier joueur issu de D-League à être sélectionné au premier tour de la Draft de la NBA. Le soir de la draft, il est transféré avec Semaj Christon et un futur second tour de draft contre Shabazz Napier aux Hornets de Charlotte. Il devient le premier joueur de D-League à être drafté au premier tour d'une draft.
Il participe à la NBA Summer League de Las Vegas avec les Hornets. En huitième de finale, Hairston inscrit 21 points et a contribué à la victoire facile de son équipe 104 à 75 contre les Pelicans de La Nouvelle-Orléans. En quart de finale, il termine avec 15 points et 4 rebonds lors de la victoire 82 à 79 contre les Knicks de New York. En demi-finale, Hairston marque 27 points à 9 sur 24 aux tirs mais ne peut empêcher l'élimination et la défaite des Hornets 83 à 79 contre les Rockets de Houston. Il termine le tournoi avec une moyenne de 18,3 points par match à 33 % de réussite aux tirs. Le 22 août, il signe avec les Hornets. Cependant, les responsabilités d'Hairston sont limitées pour sa première saison en NBA car Steve Clifford, l'entraîneur des Hornets, déclare ne pas compter sur les rookies.
Le 22 décembre, Hairston réalise son premier double-double en carrière avec 10 points et 10 rebonds lors de la victoire 110 à 82 contre les Nuggets de Denver. Le 10 février 2015, il réalise son meilleur match en marquant 16 points lors de la défaite chez les Pistons de Détroit.
Le 30 juin 2015, Hairston participe à la NBA Summer League 2015 avec les Hornets. Le 23 janvier 2016, il bat son record de points en carrière avec 20 unités et égalise son record de rebonds avec 10 prises lors de la victoire 97 à 84 contre les Knicks de New York.

### Grizzlies de Memphis (2016)
Le 16 février 2016, les Hornets transfèrent Hairston chez les Grizzlies de Memphis dans un transfert en triangle avec le Heat de Miami. Il fait bonne impression lors de ses premiers matches avec les Grizzlies en tant qu'arrière titulaire et marque 17 points, le 24 février contre les Lakers de Los Angeles lors de son troisième match avec l'équipe. Le 26 février, il bat son record de points en carrière avec 21 unités ce qui permet aux Grizzlies de battre les Lakers pour la deuxième fois en trois jours.

### Vipers de Rio Grande Valley (2016-2017)
Le 30 septembre 2016, il signe un contrat avec les Rockets de Houston mais il est coupé par la franchise texane le 24 octobre 2016. Sept jours plus tard, ses droits sont acquis par les Vipers de Rio Grande Valley, l'équipe D-League affiliée aux Rockets.
En juillet 2018, il annonce mettre un terme à sa carrière de joueur professionnel.

## Clubs successifs
- 2011-2013 :  Tar Heels de Caroline du Nord (NCAA).
- 2013-2014 :  Legends du Texas (D-League).
- 2014-2016 :  Hornets de Charlotte (NBA).
- 2016 :  Grizzlies de Memphis (NBA).
- 2016-2017 :  Vipers de Rio Grande Valley (D-League)

## Palmarès
- 2x First team All-SEC (2013–2014)
- McDonald's All-American (2011)

## Statistiques

### Universitaires
Les statistiques en matchs universitaires de P. J. Hairston sont les suivantes :
| Saison    | Équipe           | Matchs | Titul. | Min./m | % Tir | % 3pts | % LF | Rbds/m. | Pass/m. | Int/m. | Ctr/m. | Pts/m. |
| --------- | ---------------- | ------ | ------ | ------ | ----- | ------ | ---- | ------- | ------- | ------ | ------ | ------ |
| 2011-2012 | Caroline du Nord | 37     | 0      | 13,0   | 30,8  | 27,3   | 83,9 | 2,22    | 0,76    | 0,38   | 0,16   | 5,73   |
| 2012-2013 | Caroline du Nord | 34     | 14     | 23,6   | 43,1  | 39,6   | 77,9 | 4,32    | 1,35    | 1,26   | 0,41   | 14,56  |
| Total     |                  | 71     | 14     | 18,1   | 38,8  | 34,9   | 80,0 | 3,23    | 1,04    | 0,80   | 0,28   | 9,96   |

### Professionnels

#### NBA
| Saison  | Équipe    | Matchs | Titul. | Min./m | % Tir | % 3pts | % LF | Rbds/m. | Pass/m. | Int/m. | Ctr/m. | Pts/m. |
| ------- | --------- | ------ | ------ | ------ | ----- | ------ | ---- | ------- | ------- | ------ | ------ | ------ |
| 2014–15 | Charlotte | 45     | 2      | 15,3   | 32,3  | 30,1   | 86,1 | 2,04    | 0,47    | 0,47   | 0,29   | 5,64   |
| 2015–16 | Charlotte | 48     | 43     | 19,5   | 35,9  | 31,4   | 81,0 | 2,67    | 0,60    | 0,50   | 0,15   | 5,96   |
| 2015–16 | Memphis   | 15     | 9      | 21,2   | 35,7  | 22,8   | 68,4 | 2,40    | 0,53    | 0,47   | 0,27   | 7,07   |
| Total   |           | 108    | 54     | 18,0   | 34,4  | 29,6   | 80,4 | 2,37    | 0,54    | 0,48   | 0,22   | 5,98   |

#### D-League
Les statistiques en matchs professionnels de P. J. Hairston sont les suivantes :
| Saison    | Équipe            | Matchs | Titul. | Min./m | % Tir | % 3pts | % LF | Rbds/m. | Pass/m. | Int/m. | Ctr/m. | Pts/m. |
| --------- | ----------------- | ------ | ------ | ------ | ----- | ------ | ---- | ------- | ------- | ------ | ------ | ------ |
| 2013-2014 | Texas             | 26     | 15     | 32,3   | 45,3  | 35,8   | 87,0 | 3,5     | 0,8     | 1,5    | 0,4    | 21,8   |
| 2016-2017 | Rio Grande Valley | 10     | 4      | 23,2   | 32,1  | 23,3   | 85,3 | 2,3     | 1,6     | 1,4    | 0,2    | 11,8   |
| Total     |                   | 36     | 19     | 29,8   | 42,4  | 32,5   | 86,7 | 3,1     | 1,0     | 1,5    | 0,3    | 19,0   |

## Records
Les records personnels de P. J. Hairston, officiellement recensés par la NBA sont les suivants :
| Type statistique           | Saison régulière (NBA) | Saison régulière (NBA)                     | Saison régulière (NBA)           | Saison régulière (D-League) | Saison régulière (D-League) | Saison régulière (D-League) |
| Type statistique           | Record                 | Adversaire                                 | Date                             | Record                      | Adversaire                  | Date                        |
| -------------------------- | ---------------------- | ------------------------------------------ | -------------------------------- | --------------------------- | --------------------------- | --------------------------- |
| Points                     | 21                     | @ Lakers de Los Angeles                    | 26 février 2016                  | 45                          | @ Bighorns de Reno          | 29 janvier 2014             |
| Paniers marqués            | 8                      | @ Lakers de Los Angeles                    | 26 février 2016                  | 12                          | Vipers de Rio Grande Valley | 24 janvier 2014             |
| Paniers tentés             | 16                     | Pistons de Détroit                         | 10 février 2015                  | 24                          | Vipers de Rio Grande Valley | 24 janvier 2014             |
| Paniers à 3 points réussis | 5                      | @ Lakers de Los Angeles                    | 26 février 2016                  | 7                           | D-Fenders de Los Angeles    | 1er mars 2014               |
| Paniers à 3 points tentés  | 9                      | 3 fois                                     |                                  | 12                          | 2 fois                      |                             |
| Lancers francs réussis     | 5                      | 3 fois                                     |                                  | 16                          | @ Bighorns de Reno          | 29 janvier 2014             |
| Lancers francs tentés      | 6                      | @ Wizards de Washington Pistons de Détroit | 27 mars 2015 1er avril 2015      | 16                          | @ Bighorns de Reno          | 29 janvier 2014             |
| Rebonds offensifs          | 3                      | @ Wizards de Washington                    | 19 décembre 2015                 | 3                           | 4 fois                      |                             |
| Rebonds défensifs          | 9                      | Pistons de Détroit Knicks de New York      | 22 décembre 2014 23 janvier 2016 | 5                           | 3 fois                      |                             |
| Rebonds totaux             | 10                     | Pistons de Détroit Knicks de New York      | 22 décembre 2014 23 janvier 2016 | 8                           | Vipers de Rio Grande Valley | 31 janvier 2014             |
| Passes décisives           | 3                      | @ Grizzlies de Memphis                     | 11 décembre 2015                 | 3                           | @ 66ers de Tulsa            | 20 mars 2014                |
| Interceptions              | 3                      | @ Magic d'Orlando                          | 22 janvier 2016                  | 6                           | Toros d'Austin              | 18 janvier 2014             |
| Contres                    | 3                      | Heat de Miami Nuggets de Denver            | 5 novembre 2014 22 décembre 2014 | 2                           | 66ers de Tulsa              | 26 février 2014             |
| Balles perdues             | 3                      | Hawks d'Atlanta @ Lakers de Los Angeles    | 13 janvier 2016 26 février 2016  | 5                           | @ Jam de Bakersfield        | 8 février 2014              |
| Minutes jouées             | 35                     | @ Suns de Phoenix @ Cavaliers de Cleveland | 6 janvier 2016 7 mars 2016       | 41                          | Toros d'Austin              | 12 février 2014             |

- Double-double : 2 (au 08/04/2016)
- Triple-double : aucun.

## Faits divers
À la fin du mois de mai 2013, il est arrêté pour excès de vitesse.
Le 5 juin 2013, alors qu'il est au volant, il est arrêté en possession de stupéfiants, de marijuana.
Le 6 juillet 2014, lors d'un match à Durham, il se bat avec Kentrell Barkley, un lycéen de 17 ans. À la suite de cet incident, la justice est saisie. Le lendemain, il s'excuse pour son geste et ses conséquences. Quelques jours plus tard, on apprend qu'Hairston est représenté par un faux agent NBA.